# Amt Krien

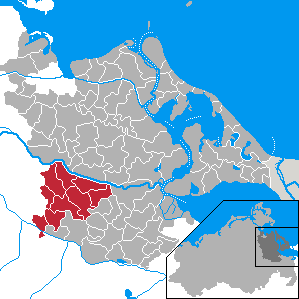
Amt Krien im Landkreis Ostvorpommern

Im Amt Krien (Landkreis Ostvorpommern in Mecklenburg-Vorpommern) waren seit 1992 die elf Gemeinden Iven, Krien, Krusenfelde, Liepen, Medow, Neetzow, Nerdin, Neuendorf B, Postlow, Steinmocker und Stolpe zur Erledigung ihrer Verwaltungsgeschäfte zusammengeschlossen. Der Sitz der Amtsverwaltung befand sich in der Gemeinde Krien. Die Gemeinde Steinmocker wurde am 13. Juni 1999 nach Neetzow, die Gemeinde Nerdin am 13. Juni 2004 nach Medow eingemeindet. Am 1. Januar 2005 wurde das Amt Krien aufgelöst, dessen verbliebene neun Gemeinden zusammen mit den Gemeinden der ebenfalls aufgelösten Ämter Ducherow und Spantekow das neue Amt Anklam-Land bilden.